# Gymnema syringaefolium
Gymnema syringaefolium là một loài thực vật có hoa trong họ La bố ma. Loài này được (Decne.) Costantin mô tả khoa học đầu tiên năm 1912.